# Palacete Tereza Toledo Lara
O Palacete Tereza Toledo Lara é um edifício tombado pelo patrimônio histórico, localizado no número 22 da Rua Quintino Bocaiuva, com laterais para as ruas Direita e José Bonifácio no centro de São Paulo, Brasil. Foi projetado por Augusto Fried, arquiteto alemão, que fez obras diversas na cidade de São Paulo. O perímetro ficou conhecido como "Triângulo", local em que a cidade se inicia. É um erro comum encontrar referências ao patrimônio como Palacete Lara, um outro edifício localizado no número 185 da rua Álvares Penteado. O prédio possuí três pavimentos: térreo, dois pisos superiores e o porão. Atualmente, no térreo encontramos diversos estabelecimentos comerciais e no pavimento superior uma loja de instrumentos musicais. O Palacete apresenta uma linguagem eclética, produzindo uma composição do encontro dos estilos renascentista, barroco, maneirista e neoclássico. Intitulado como "A Esquina Musical de São Paulo", já foi matriz da Rádio Record e casa de inúmeras lojas de instrumentos musicais, entre elas a Casa Bevilacqua e a Editora Irmãos Vitalle.
Desde 2014 este edifício abriga a sede da Casa de Francisca, casa de shows focada na música brasileira de todos os estilos, onde também há um pequeno restaurante e bar de apoio. Grandes nomes da música se apresentam por lá regularmente e, na pandemia, precisou pedir apoio aos fãs para sobreviver.

## História

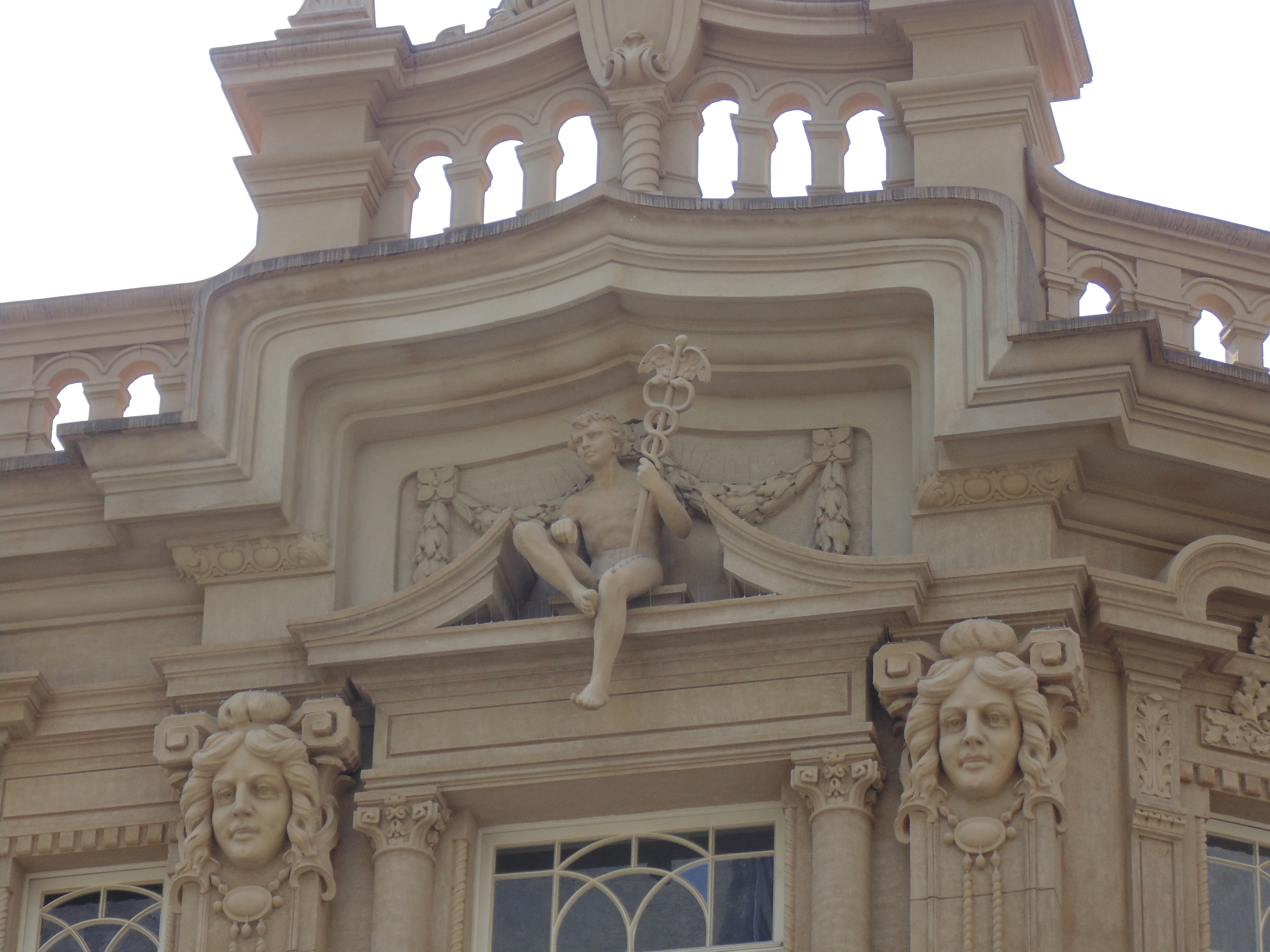
Escultura no topo do Palacete

O conde Antônio de Toledo Lara, um dos fundadores da fábrica de bebidas Antarctica e financiador da restauração da Catedral da Sé, concebeu o nome do Palacete como homenagem a sua filha, à época com sete anos de idade. Antônio de Toledo Lara foi o segundo maior detentor de imóveis no centro da cidade de São Paulo, com quinze ao todo.

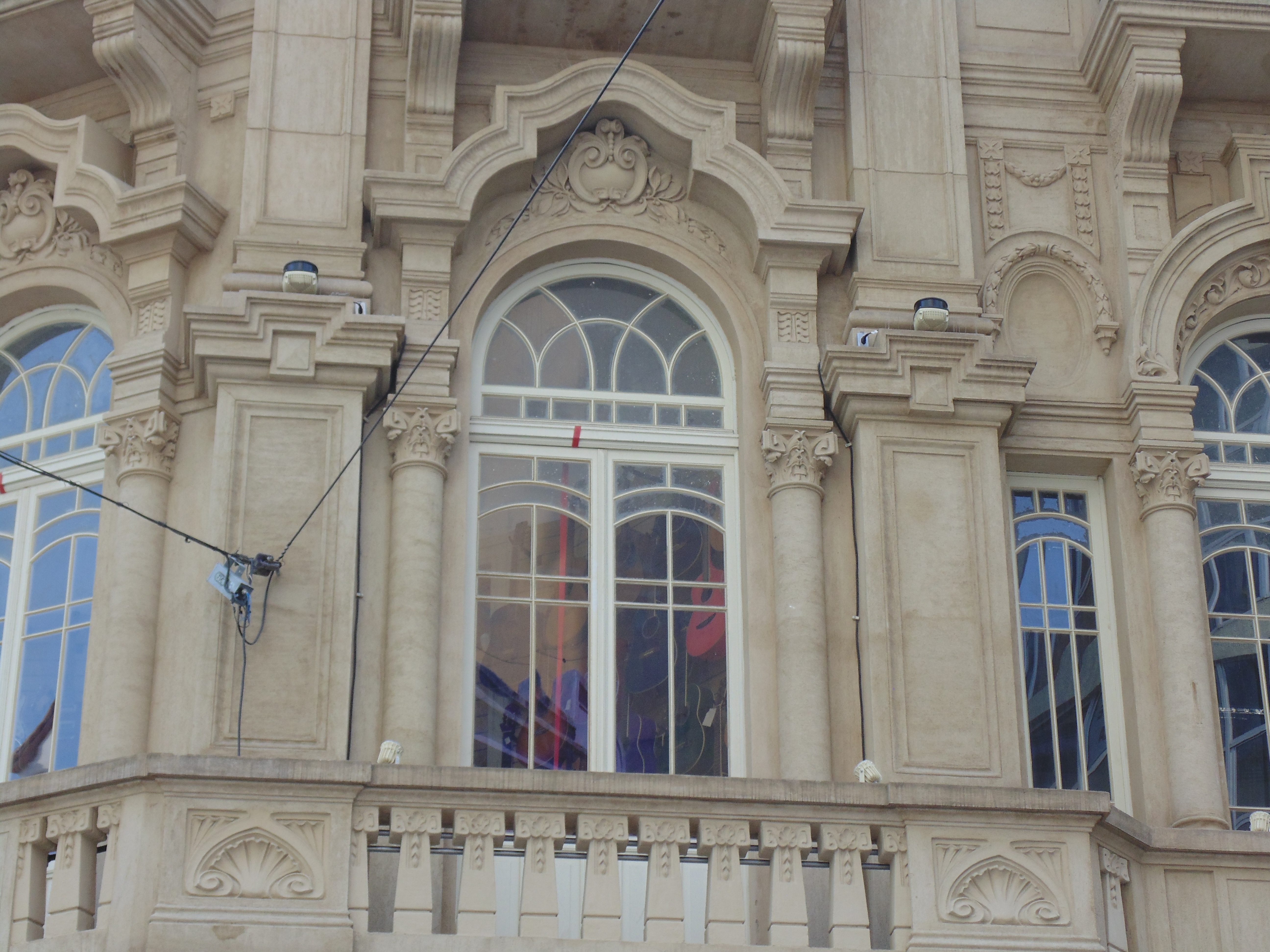
Janela do Palacete

No inicio, o térreo do edifício era ocupado apenas por escritórios, principalmente de advocacia, médicos, dentistas e comércio. O arquiteto francês Victor Dubugras também teve um escritório no local. Durante a década de 1930, por iniciativa de Paulo Machado de Carvalho, o Palacete Tereza Toledo Lara passou a abrigar no andar superior a sede da Rádio Record, e lá a emissora permaneceu por muitos anos. A emissora era popular pelas narrações futebolísticas e por apoiar o estado na Revolução Constitucionalista de 1932.
O palacete também abrigou diversas lojas de instrumentos musicais, como a Casa Irmãos Vitale e a Casa Bevilacqua — primeira loja de instrumentos musicais da cidade, que transferiu seu endereço para o Palacete Tereza Toledo Lara em 1912. As lojas de instrumentos musicais e a presença da Rádio Record, durante os anos 1940 e 1950, que recebia os mais diversos compositores e cantores brasileiros da época, fizeram com que o edifício ficasse conhecido como "a esquina musical de São Paulo" nos anos 1940. Hoje a loja de instrumentos musicais Casa Bevilacqua recebe o nome de Amadeus e permanece no pavimento superior do palacete.
A proprietária atual do imóvel é Tereza Artigas Lara Leite Ribeiro, bisneta do conde Antônio de Toledo Lara e atualmente a empresa OTL (Organização Toledo Lara) é responsável por administrar todo seu legado imobiliário.

## Arquitetura

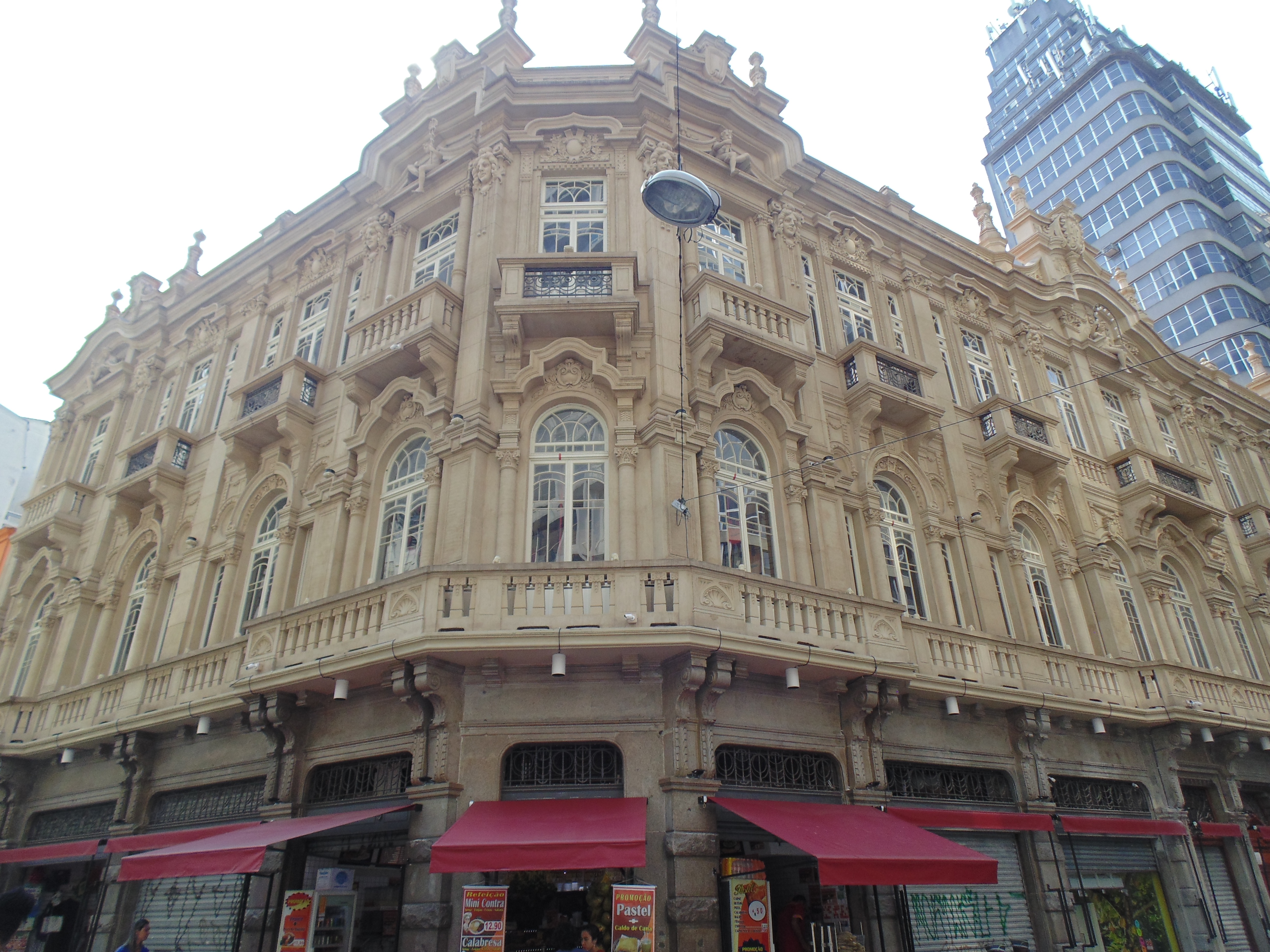
Fachada do Palacete

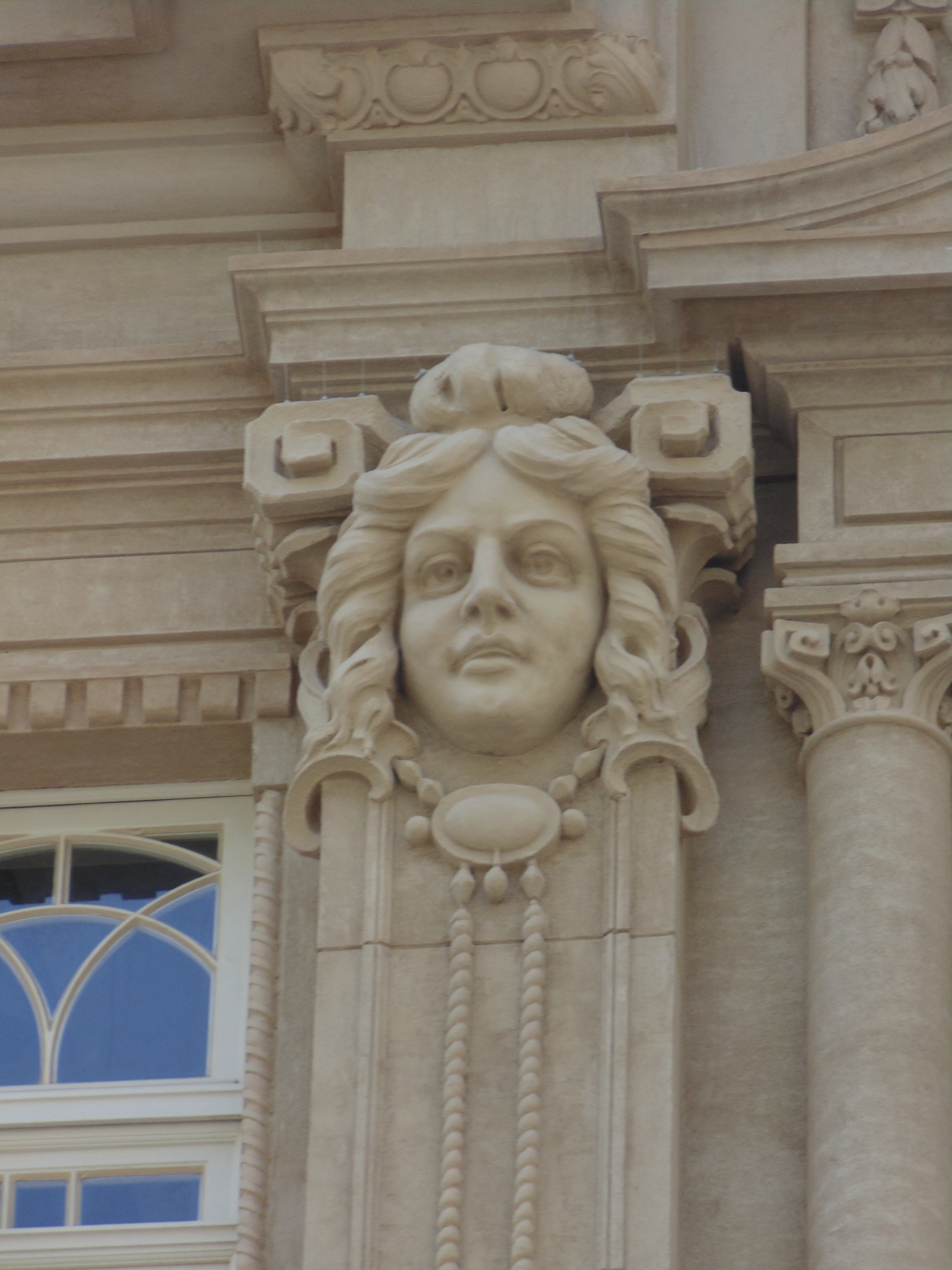
Adorno na fachada

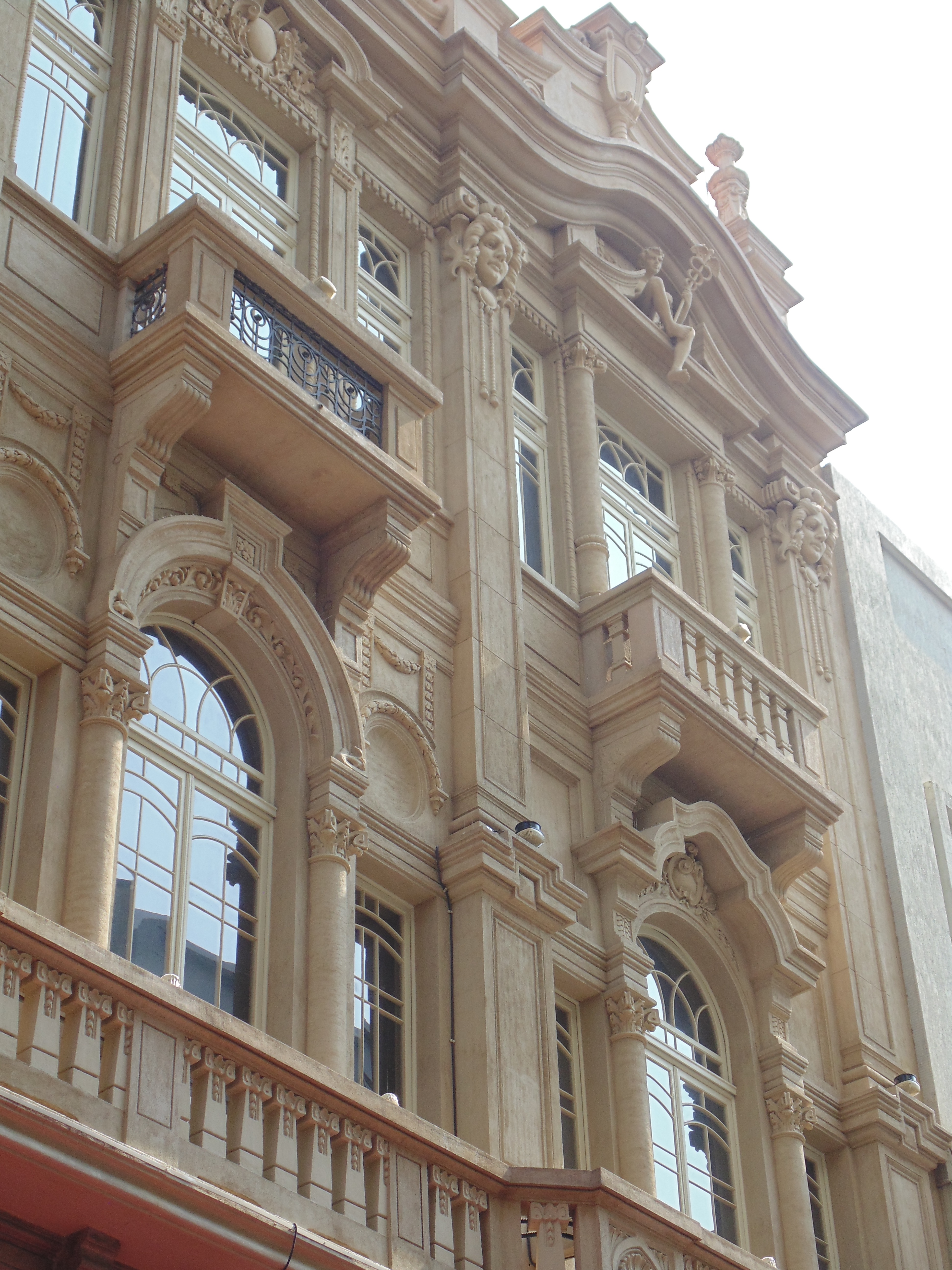
Janelas do Palacete

Construído em 1910, o palacete foi projetado pelo arquiteto alemão Augusto Fried, conhecido por projetar o primeiro casarão da Avenida Paulista, para o empresário dinamarquês Adam Ditrik von Bulow, um dos acionistas da fábrica de bebidas Companhia Antarctica Paulista. Além disso, Fried também realizou seu trabalho como arquiteto na construção do prédio do antigo Colégio Visconde de Porto Seguro.
A arquitetura do prédio é bastante eclética e com referências aos moldes europeus, contendo, inclusive, a assinatura do arquiteto Augusto Fried gravada na fachada da esquina entre as ruas Direita e Quintino Bocaiúva, procedimento que é considerado comum em edifícios e palacetes nos Estados Unidos, Europa e Argentina. Esse procedimento até chegou a ser adotado nas primeiras décadas do século XX, nas construções. Na fachada do palacete, podem-se observar ornamentos diversos como máscaras, estátuas, pináculos e guirlandas. O revestimento é de argamassa raspada nos pavimentos superiores. Já no interior do edifício, os vitrais são coloridos, o piso é hidráulico e o elevador é pantográfico.
Hoje a maior parte das características originais da arquitetura do patrimônio é mantida, no entanto o conjunto da construção perdeu sua unidade já que cada estabelecimento comercial do térreo tem o direito de intervir como quiser, sendo a Lei Cidade Limpa que limita o tamanho de placas publicitárias a única restrição. Também pode-se notar a falta de alguns elementos na parte externa como por exemplo o pé de uma escultura e a ponta de alguns pináculos.
A proprietária atual do imóvel é Tereza Artigas Lara Leite Ribeiro, bisneta do conde Antônio de Toledo Lara.

## Significado histórico e cultural
O Palacete Tereza Toledo Lara é um dos imóveis da Zona de Preservação de Imóveis de Caráter Histórico, Artístico, Cultural e Paisagístico da Área Central de São Paulo, Z8-200 do ano de 1977. O tombamento prevê que toda a área interna e externa do edifício seja preservada devido à sua antiguidade e à sua importância arquitetônica. O prédio permanece até os dias atuais, mesmo tendo sido construído há um século, como uma das construções mais conservadas do centro histórico de São Paulo.

## Estado atual

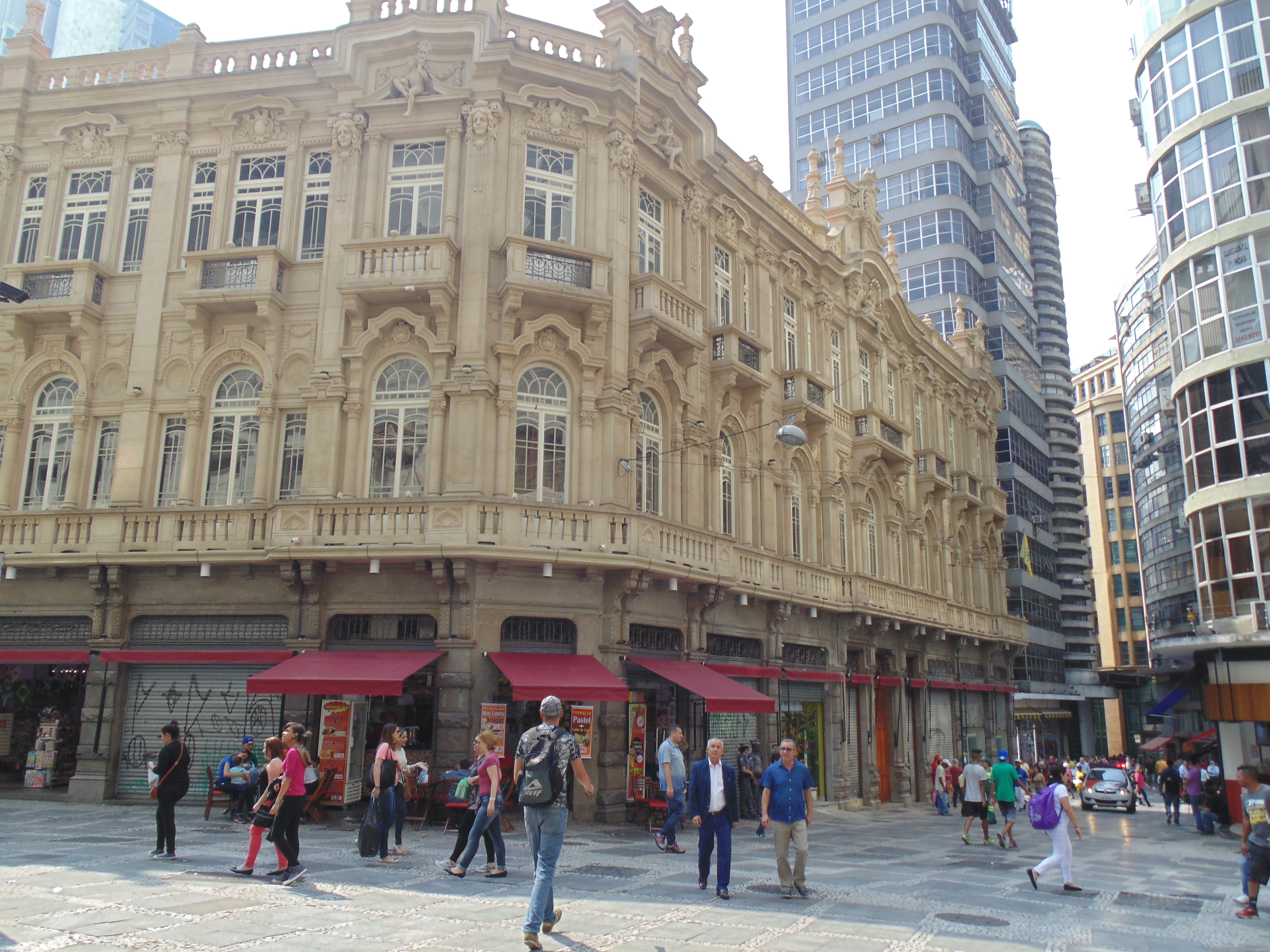
Movimento em frente ao Palacete

Em 28 de setembro de 2015, durante a quarta edição de "O Grande Concerto" evento que reúne músicos que costumam se apresentar no local de shows Casa Francisca, a casa lançou um financiamento coletivo para viabilizar a transferência do endereço do local para o primeiro andar do Palacete Tereza Toledo Lara. Com a mudança de endereço, a casa de shows, que tem hoje capacidade para 45 pessoas, poderá receber entre 120 e 150 pessoas.
Em 20 de maio de 2016 o Palacete Tereza Toledo Lara recebeu uma novidade da tradicional Virada Cultural de São Paulo. O edifício foi um dos pontos de encontro do happy hour de abertura para todas as atrações musicais que aconteceriam na 12.ª edição do evento. A ocasião representou a pré-inauguração da transferência da Casa Francisca para o Palacete.
Em 8 de fevereiro de 2017, o Palacete passou a abrigar a nova sede da casa de shows Casa da Francisca. A inauguração da casa em seu novo local contou com a presença de artistas como o Clube da Encruza e Emicida. A mudança de local teve o intuito de fugir da comodidade atingida após diversos anos instalados em seu antigo local, passando a receber 140 convidados em seu novo estabelecimento.

## Galeria

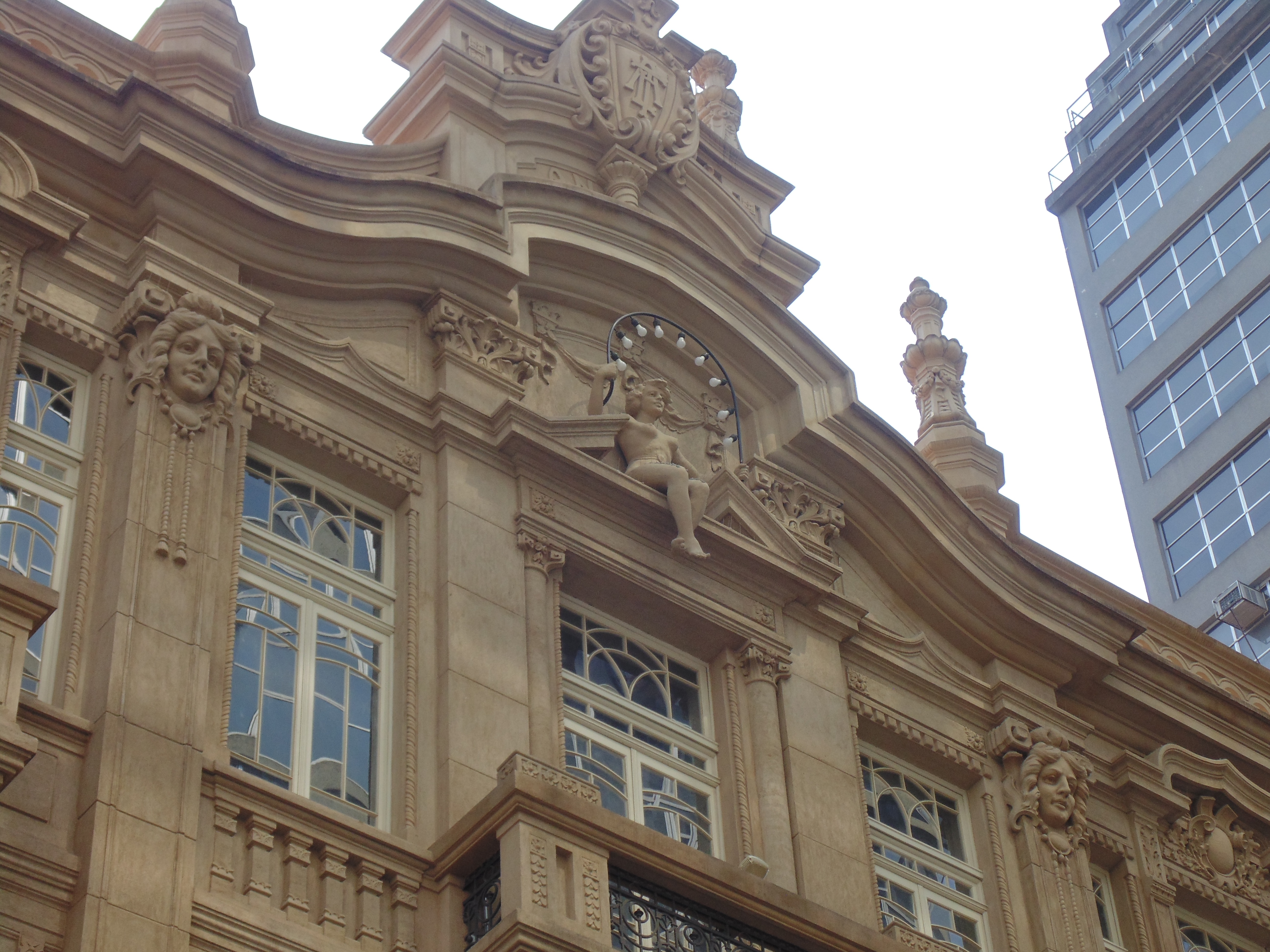
Topo do Palacete Tereza Toledo Lara
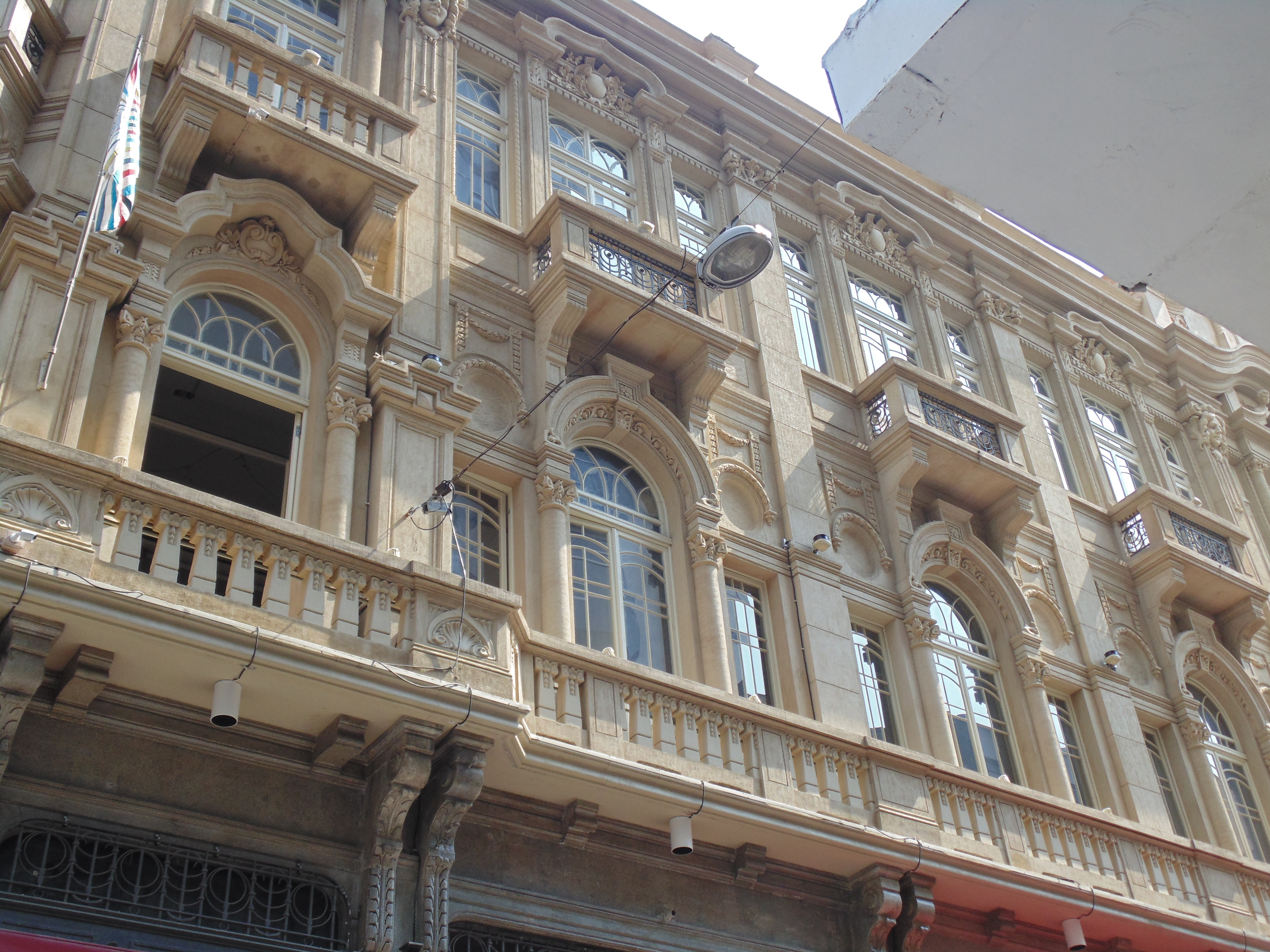
Janelas e sacadas do Palacete Tereza Toledo Lara
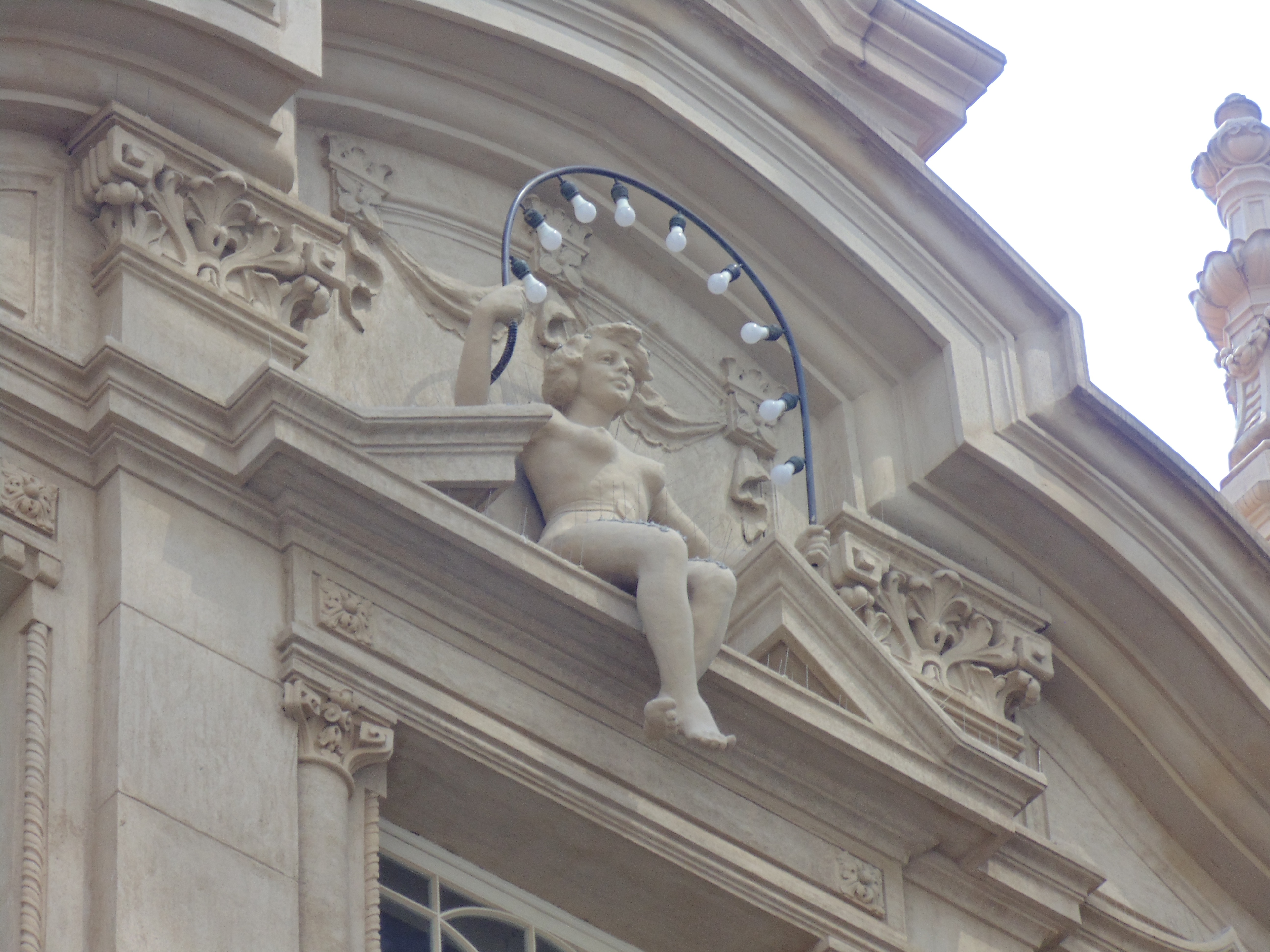
Escultura do topo do Palacete Tereza Toledo Lara
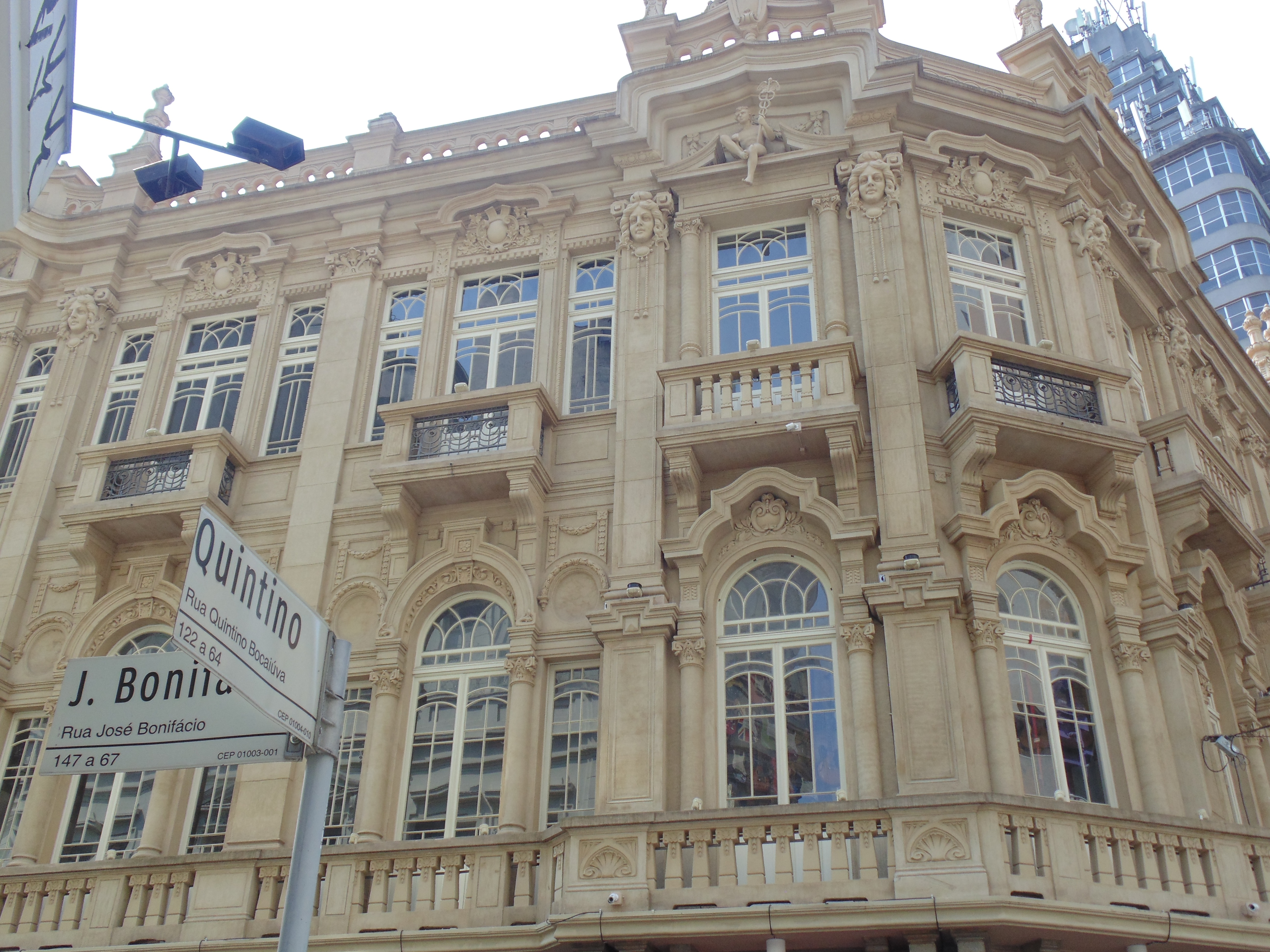
Esquina entre a Rua Quintino Bocaiuva e a Rua José Bonifácio do Palacete Tereza Toledo Lara